# Gmina Horjul
Horjul – gmina w Słowenii. W 2002 roku liczyła 2 622 mieszkańców.

## Miejscowości
Miejscowości wchodzące w skład gminy Horjul:
- Horjul – siedziba gminy
- Koreno nad Horjulom
- Lesno Brdo
- Ljubgojna
- Podolnica
- Samotorica
- Vrzdenec
- Zaklanec
- Žažar